# والتر هارفي
والتر هارفي (18 يونيو 1891 في نيوزيلندا - 24 مايو 1969) (بالإنجليزية: Walter Harvie)‏ هو لاعب كريكت نيوزلندي.

## وصلات خارجية
- والتر هارفي على موقع إي آس بي آن كريك إنفو (الإنجليزية)